# Sepulcre de santa Eulàlia
El Sepulcre de santa Eulàlia és un monument funerari del segle xiv que es troba a la cripta de santa Eulàlia de la Catedral de Barcelona. Conté les restes considerades de santa Eulàlia de Barcelona que van ser trobades pel bisbe Frodoí l'any 878. És una obra mestra de l'escultura gòtica. En la seva execució hi va intervenir l'escultor pisà Lupo di Francesco.

## Història
Segons la tradició, Eulàlia de Barcelona va ser enterrada, després del seu martiri, en un monestir situat als afores de Barcelona. Després de la conquesta carolíngia de Barcelona, el bisbe Frodoí va anar a trobar les seves restes i les va localitzar de forma gairebé miraculosa a Santa Maria del Mar. Des d'allà van ser portades a la Catedral.
Un sepulcre romà que va ser reutilitzat com a pila baptismal a Santa Maria del Mar es considera el primer sepulcre de santa Eulàlia. Dels sepulcres que tingué a la catedral de Barcelona, abans de l'actual, no se'n tenen referències. Es conserva, tanmateix, una urna de pedra i la inscripció del segle x.
La realització de l'actual monument funerari és conseqüència de la construcció de la catedral gòtica de Barcelona, iniciada l'any 1298 i comportant una nova cripta sota el presbiteri (potser renovant-ne una de preexistent) i un nou context, més monumental i solemne, per al culte a santa Eulàlia. L'any 1327 es documenta la presència d'un mestre pisà a Barcelona que estava treballant en la realització del sepulcre. Un altre document del mateix any permet saber-ne el nomː Lupo di Francesco, un escultor d'origen pisà que hauria arribat a Barcelona després de la signatura d'un tractat de pau amb Pisa. Les característiques del monument concorden plenament amb l'origen pisà de l'autor, ja que reflecteixen l'estil de la puixant escola pisana d'escultura gòtica.
És molt possible que a més de Lupo di Francesco, altres mestres italians participessin en la realització del monument funerari. En tot cas, se'n desconeix la identitat. L'any 1339 el monument ja era acabat i la seva inauguració va tenir caràcter de gran solemnitat, amb la participació del rei, la reina, la reina vídua Elisenda de Montcada, bisbes i altres dignitats.

## Descripció

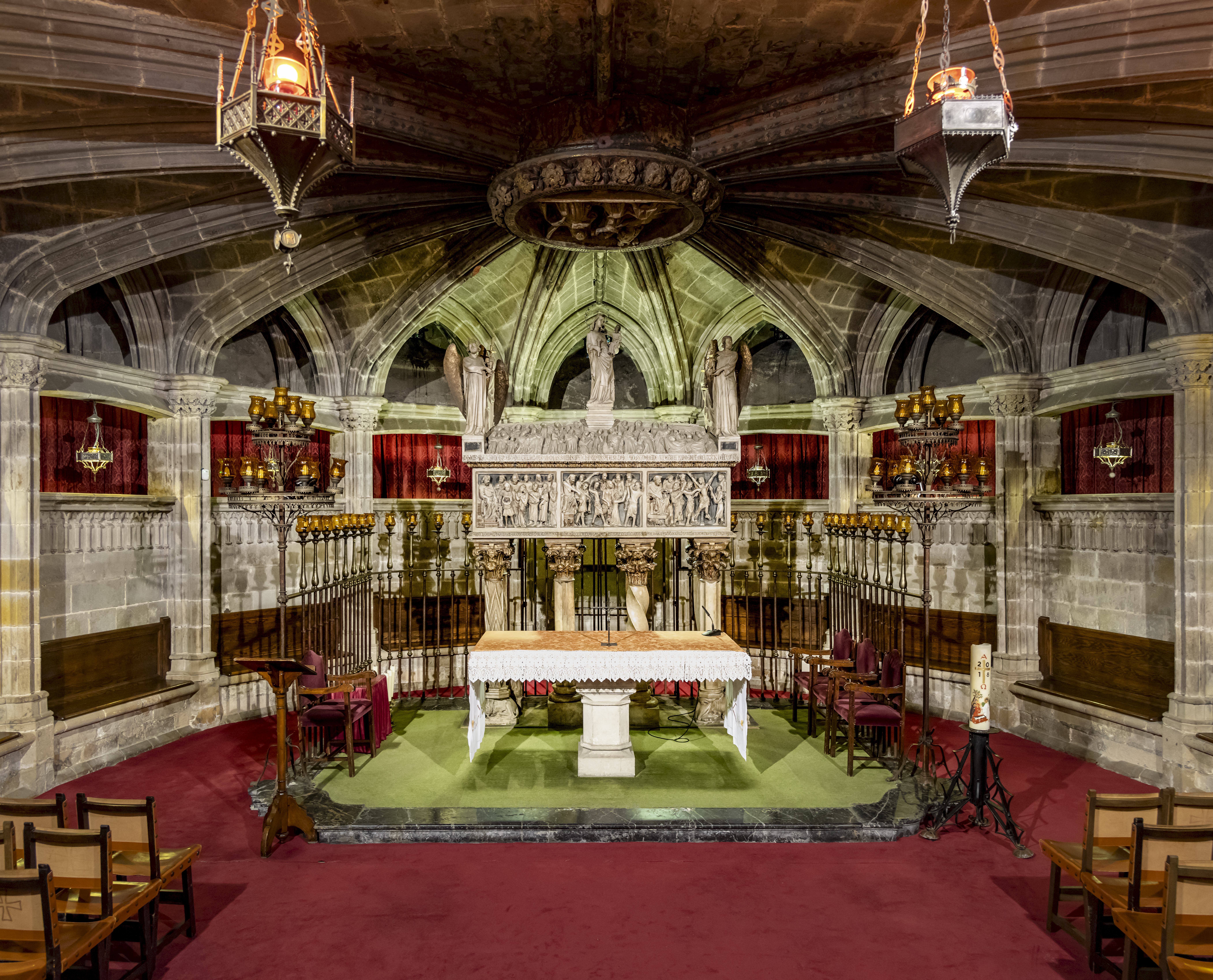
El sepulcre de santa Eulàlia a la cripta de la catedral de Barcelona

Es troba presidint la cripta de la catedral de Barcelona. La seva estructura segueix els models desenvolupats pels escultors pisans entre la fi del segle xiii i començaments del segle xiv, primer a les trones (baptisteri i catedral de Pisa, catedral de Siena) i tot seguit a sepulcres monumentals de sants vinculats a l'orde de predicadors, com el de sant Domènec (a Bolonya) o el de Sant Pere Màrtir que es troba a la capella Portinari de l'església de Sant Eustorgi de Milà.
Consisteix en un sarcòfag suportat en alçada per vuit columnes i rematat amb diverses imatges col·locades a sobre de la tapa.
El sarcòfag té totes les seves cares decorades amb 8 relleus que representenː 1) Santa eulàlia Jove amb les seves companyes 2) Santa Eulàlia interpel·la Dacià 3) Flagel·lació de santa Eulàlia 4) santa Eulàlia a l'eculi 5) Sant eulàlia mor a la creu 6) el bisbe Frodoí cerca les relíquies de santa Eulàlia 7) Les relíquies de santa Eulàlia són portades de santa Maria del Mar a la catedral i 8) Restitució miraculosa d'un dit de santa Eulàlia que havia estat sostret per un canonge
A la coberta del sepulcre hi ha representada, a la part de davant, la multitudinària cerimònia d'inauguració del sepulcre de santa Eulàlia, el 1339. A la part de darrere hi ha un relleu que mostra uns àngels portant l'ànima de santa Eulàlia cap al cel. Als quatre angles de la coberta hi ha sengles figures d'àngels dempeus i al mig, coronant el conjunt, una imatge de la mare de Déu amb el nen Jesús als braços.
Són vuit les columnes que sostenen el monument en alçada, totes elles de formes originals (estriades, espiralades, etc.) rematades per capitells corintis i algunes suportades per bases figurades. En una d'aquestes bases es veu un home amb un lleó, tema habitual en les obres pisanes coetànies.